# Хлыбов, Илья Евгеньевич
Илья Евгеньевич Хлыбов (род. 27 октября 1986, Сухой Лог, Свердловская область) — российский самбист, пятикратный чемпион мира, победитель Универсиады в Казани, чемпион Европы, шестикратный чемпион России, заслуженный мастер спорта России.

## Биография
По окончании 9-го класса (в 14 лет) переехал из Сухого Лога в Верхнюю Пышму, куда его пригласили как перспективного спортсмена. В 2005 году Илья выиграл первенство мира в Греции в весовой категории до 62 кг, и принял решение выступить во взрослом чемпионате России, который проходил в Верхней Пышме. Стал вторым, проиграв Виталию Сергееву. В 2007 году победил в своем первом чемпионате мира, который проходил в Праге. В 2008 повторил успех. В период 2009—2011 не сумел выиграть чемпионаты России, в частности, в 2010 году уступил в финале Виталию Уину. В 2013 году стал чемпионом Универсиады 2013 года в Казани.

## Спортивные результаты
- Чемпионат России по самбо 2006 года — ;
- Чемпионат России по самбо 2007 года — ;
- Чемпионат России по самбо 2008 года — ;
- Чемпионат России по самбо 2010 года — ;
- Чемпионат России по самбо 2012 года — ;
- Чемпионат России по самбо 2013 года — ;
- Чемпионат России по самбо 2014 года — ;
- Чемпионат России по самбо 2016 года — .

## Образование
- Уральский институт Государственной противопожарной службы МЧС России;
- Шадринский государственный педагогический институт, заочное отделение, специальность «Физическая культура», квалификация — тренер;
- Училище Олимпийского резерва Владивостока, среднее специальное образование по специальности «Физическая культура и спорт», квалификация — тренер;
- Уральский государственный педагогический университет (магистратура).